# Horst Wenzel
Horst Klaus Gerhard Wenzel (Breslau, 26 de agosto de 1922 – Dresden, 8 de dezembro de 2013) foi um matemático alemão.

## Vida
Obteve um doutorado em 1954 na Universidade de Jena, orientado por Walter Brödel, com a tese Eine funktionentheoretische Behandlung der biquadratischen Gleichung, com habilitação em 1961 com o tema Funktionentheoretische Behandlung von Beulproblemen. Foi professor da Universidade Técnica de Dresden, trabalhando principalmente com análise matemática. Aposentou-se em 1987.
Sepultado no Trinitatisfriedhof em Dresden.

## Publicações selecionadas
- com Peter Meinhold: Mathematik für Ingenieure und Naturwissenschaftler: Gewöhnliche Differentialgleichungen. Teubner Verlag, 7.ª Edição, 1994, ISBN 978-3815420430.
- com Gottfried Heinrich: Mathematik für Ingenieure und Naturwissenschaftler: Übungsaufgaben zur Analysis, Vieweg+Teubner Verlag, 2005, ISBN 978-3835100664.